# Ruyung
Ruyung is een bestuurslaag in het regentschap Aceh Besar van de provincie Atjeh, Indonesië. Ruyung telt 696 inwoners (volkstelling 2010).